# Isle of Man TT 1954
De Isle of Man TT 1954 was de tweede Grand Prix van het wereldkampioenschap wegrace-seizoen 1954. De races werden verreden van 14 tot en met 18 juni op het eiland Man. Voor het eerst reden alle WK-klassen op Man en daarom waren er twee stratencircuits ingericht: de gebruikelijke Snaefell Mountain Course voor de Senior TT, de Junior TT en de Lightweight TT en de nieuwe Clypse Course voor de Ultra-Lightweight TT en de Sidecar TT. Naast de WK-races werden ook de "Clubmans" amateurraces verreden. Zij gebruikten de Mountain Course. Zowel voor de 125cc-klasse als de zijspanklasse was het de openingsrace van het seizoen.

## Algemeen
De Clubmans 1000 cc TT, altijd een onderonsje voor coureurs met een Vincent-HRD, was weer afgeschaft. Er ontstond wat commotie toen de Sidecar TT een vrouwelijke deelneemster bleek te hebben: de Duitse Inge Stoll, die als bakkeniste fungeerde in het zijspan van Jacques Drion. Daar was men niet op voorbereid en organisatie, publiek én pers vroegen zich af of de deelname van een vrouw wel verantwoord was. Men had er echter niets over opgenomen in het reglement en Stoll was al een ervaren bakkeniste.

### Clypse Course
De Auto-Cycle Union had in samenwerking met het eilandbestuur besloten een tweede circuit in te richten, de Clypse Course. Dat deed men mogelijk naar het voorbeeld van de Ulster Grand Prix, die van het Clady Circuit was verhuisd naar het Dundrod Circuit. Dit was niet alleen veiliger, maar ook breder, waardoor de zijspanklasse er kon starten. Met de Clypse Course bereikte men ook een veel korter circuit dan de gebruikelijke Snaefell Mountain Course. Daardoor kon het publiek de deelnemers van de Ultra-Lightweight TT vaker zien langskomen. Zij startten namelijk niet met een interval-start, maar met een massastart, waardoor ze dichter bij elkaar bleven. Op de Mountain Course moest het publiek steeds een half uur wachten voordat het veld voorbij kwam, maar nu kwamen de rijders in anderhalf uur tijd tien keer voorbij. Men had het echter slim aangepakt: grote delen van de Mountain Course maakten ook deel uit van de Clypse Course, zodat men niet veel extra wegafsluitingen hoefde te realiseren. Men gebruikte de normale startplaats bij de TT Grandstand, via Bray Hill en Quarterbridge. Hierna week men af van het gebruikelijke circuit: bij Willaston Corner ging het niet rechtdoor richting Braddan, maar rechtsaf via Johnny Watterson's Lane naar Cronk-ny-Mona. Hier draaide men linksaf de Mountain Course op, tegen de normale rijrichting in langs Hillberry Corner, Brandish Corner naar Creg-ny-Baa. Hier verliet men het grote circuit weer om via landweggetjes naar de A2 te rijden. Van hieruit zou men rechtstreeks terug kunnen naar start/finish, maar men moest nog een omweg maken langs Signpost Corner, zodat die zijn functie van seinpost (om naderende coureurs aan de pit te melden) kon behouden. Om dit alles mogelijk te maken werden in de winter van 1953/1954 de wegen verbreed bij Creg-ny-Baa, Signpost Corner en de aanloop richting Governor's Bridge.

### Weer
Het was de hele week slecht weer. Daardoor startte de Senior TT anderhalf uur later dan gepland, werd de Junior TT ingekort naar vijf ronden en de Lightweight TT naar drie ronden.

### Slachtoffers
Ook dit jaar eiste de TT van Man weer levens: al tijdens een onofficiële training op 31 mei verongelukte de Australiër Laurie Boulter bij Handley's Corner. De Brit Raymond Ashford verongelukte op 7 juni tijdens de trainingen bij Laurel Bank. Tijdens de Senior TT op 18 juni verongelukte Simon Sandys-Winsch bij de Highlander.

## Hoofdraces Mountain Course

### Senior TT (500 cc)
De Senior TT begon anderhalf uur te laat, maar was gepland voor zes ronden. Ray Amm reed steeds de snelste ronden en ging ook aan de leiding toen Geoff Duke zijn pitstop maakte om te tanken. Amm plande die stop een ronde later. Na het ongeval waarbij Simon Sandys-Winsch dodelijk verongelukte werd de race echter ingekort tot slechts vier ronden. Dat bespaarde Amm zijn tankstop waardoor zijn overwinning vergemakkelijkt werd. Gilera protesteerde, maar die protesten werden door de ACU terzijde geschoven, waarschijnlijk terecht, want Norton-rijder Amm was de hele race al sneller geweest dan Duke. Sandys-Winsch was op de natte baan gevallen bij de Highlander, maar er raakten nog acht andere coureurs ernstig gewond tijdens de Senior TT en waarschijnlijk gaf dat de doorslag om de race in te korten. Sandys-Winsch had overigens maar één motorfiets, een 350cc-Velocette KTT Mk VIII, waarmee hij in de Junior TT was uitgevallen. Bill Lomas verving bij MV Agusta de in 1953 verongelukte Les Graham, maar viel met de MV Agusta 500 4C uit. Stalgenoot Dickie Dale werd slechts zevende.
| Pos | Coureur         | Merk      | Tijd      | Punten |
| --- | --------------- | --------- | --------- | ------ |
| 1   | Ray Amm         | Norton    | 1:42"46'8 | 8      |
| 2   | Geoff Duke      | Gilera    | 1:43"52'6 | 6      |
| 3   | Jack Brett      | Norton    | 1:45"15'2 | 4      |
| 4   | Reg Armstrong   | Gilera    | 1:45"45'6 | 3      |
| 5   | Rudy Allison    | Norton    | 1:48"06'6 | 2      |
| 6   | Gordon Laing    | Norton    | 1:48"37'2 | 1      |
| 7   | Dickie Dale     | MV Agusta | 1:48"56'2 |        |
| 8   | Bob Keeler      | Norton    | 1:49"23'4 |        |
| 9   | Jack Ahearn     | Norton    | 1:51"06'8 |        |
| 10  | Maurice Quincey | Norton    | 1:51"07'0 |        |
| 11  | Peter Davey     | Norton    | 1:51"31'6 |        |
| 12  | Leo Simpson     | Matchless | 1:52"03'0 |        |
| 13  | Keith Bryen     | Norton    | 1:52"18'8 |        |
| 14  | Bob McIntyre    | AJS       | 1:53"01'0 |        |
| 15  | John Surtees    | Norton    | 1:53"04'6 |        |
| 16  | Peter Carter    | Norton    | 1:54"06'2 |        |
| 17  | Roy Godwin      | Norton    | 1:54"16'2 |        |
| 18  | Peter Murphy    | Matchless | 1:54"32'2 |        |
| 19  | Roy Ingram      | Norton    | 1:54"55'6 |        |
| 20  | George Salt     | Matchless | 1:55"23'0 |        |
| 28  | Arthur Wheeler  | AJS       | 1:58"41'0 |        |
| 31  | Terry Shepherd  | AJS       | 1:59"50'0 |        |
| 48  | Cyril Julian    | Norton    | 2:06"45'0 |        |

| Coureur             | Merk       | Oorzaak |
| ------------------- | ---------- | ------- |
| Ken Kavanagh        | Moto Guzzi |         |
| Bill Lomas          | MV Agusta  |         |
| Derek Farrant       | AJS        |         |
| Fergus Anderson     | Moto Guzzi |         |
| Harold Clark        | Norton     |         |
| Ted Frend           | Norton     |         |
| Simon Sandys-Winsch | Velocette  | Val (†) |
| Nello Pagani        | MV Agusta  |         |
| Rod Coleman         | AJS        |         |

| Coureur         | Merk      | Oorzaak |
| --------------- | --------- | ------- |
| Keith Campbell  | Norton    |         |
| Auguste Goffin  | Norton    |         |
| Léon Martin     | Gilera    |         |
| Luigi Taveri    | Norton    |         |
| Jacques Collot  | Norton    |         |
| Pierre Monneret | Gilera    |         |
| Bob Matthews    | Norton    |         |
| Tommy Wood      | Norton    |         |
| Alfredo Milani  | Gilera    |         |
| Carlo Bandirola | MV Agusta |         |
| Umberto Masetti | Gilera    |         |

### Top tien tussenstand 500cc-klasse
| Pos | Coureur         | Merk   | Ptn |
| --- | --------------- | ------ | --- |
| 1   | Ray Amm         | Norton | 8   |
| 1   | Pierre Monneret | Gilera | 8   |
| 3   | Geoff Duke      | Gilera | 6   |
| 3   | Alfredo Milani  | Gilera | 6   |
| 5   | Jack Brett      | Norton | 4   |
| 5   | Jacques Collot  | Norton | 4   |
| 7   | Reg Armstrong   | Gilera | 3   |
| 7   | Luigi Taveri    | Norton | 3   |
| 9   | Bob Matthews    | Norton | 2   |
| 9   | Rudy Allison    | Norton | 2   |

### Junior TT (350 cc)
Voor het eerst sinds 1922 won AJS de Junior TT. Rod Coleman won, maar dankte zijn overwinning ook aan het uitvallen van Ray Amm met de Norton Manx en alle deelnemers met de Moto Guzzi Monocilindrica 350. MV Agusta bracht de nieuwe 350 Quattro Cilindri aan de start, maar Bill Lomas werd er slechts zevende mee en Dickie Dale kwam niet verder dan de 25e plaats.
| Pos | Coureur        | Merk      | Tijd      | Snelheid |
| --- | -------------- | --------- | --------- | -------- |
| 1   | Rod Coleman    | AJS       | 2:03"41'8 | 8        |
| 2   | Derek Farrant  | AJS       | 2:05"34'0 | 6        |
| 3   | Bob Keeler     | Norton    | 2:05"43'6 | 4        |
| 4   | Leo Simpson    | AJS       | 2:06"56'8 | 3        |
| 5   | Peter Davey    | Norton    | 2:08"26'4 | 2        |
| 6   | John Clark     | AJS       | 2:10"28'0 | 1        |
| 7   | Bill Lomas     | MV Agusta | 2:11"39'2 |          |
| 8   | Peter Murphy   | AJS       | 2:12"06'6 |          |
| 9   | Eric Houseley  | AJS       | 2:12"12'6 |          |
| 10  | Arthur Wheeler | AJS       | 2:12"25'0 |          |
| 11  | John Surtees   | Norton    | 2:12"33'6 |          |
| 12  | Harold Clark   | Norton    | 2:12"34'4 |          |
| 13  | Harry Pearce   | Velocette | 2:13"22'0 |          |
| 14  | Peter Carter   | Norton    | 2:13"24'0 |          |
| 15  | E.R. Havens    | AJS       | 2:13"30'0 |          |
| 16  | Jack Bottomley | BSA       | 2:13"48'4 |          |
| 17  | Ted Frend      | Norton    | 2:13"49'0 |          |
| 18  | E.B. Jones     | Norton    | 2:13"49'4 |          |
| 19  | D.A. Tutty     | Norton    | 2:14"25'2 |          |
| 20  | John Grace     | Norton    | 2:14"25'6 |          |
| 25  | Dickie Dale    | MV Agusta | 2:15"54'6 |          |

| Coureur             | Merk       | Oorzaak |
| ------------------- | ---------- | ------- |
| Keith Bryen         | Norton     |         |
| Ken Kavanagh        | Moto Guzzi |         |
| Maurice Quincey     | Norton     |         |
| Fergus Anderson     | Moto Guzzi |         |
| Jack Brett          | Norton     |         |
| Terry Shepherd      | AJS        |         |
| Ray Amm             | Norton     |         |
| Simon Sandys-Winsch | Velocette  |         |

| Coureur           | Merk          | Oorzaak |
| ----------------- | ------------- | ------- |
| Gordon Laing      | Norton        |         |
| Auguste Goffin    | Norton        |         |
| Firmin Dauwe      | Norton        |         |
| Georg Braun       | Schnell-Horex |         |
| Karl Hofmann      | DKW           |         |
| Siegfried Wünsche | DKW           |         |
| Jacques Collot    | Norton        |         |
| Pierre Monneret   | AJS           |         |
| Bob Matthews      | Velocette     |         |
| Bob McIntyre      | AJS           |         |
| Alano Montanari   | Moto Guzzi    |         |
| Duilio Agostini   | Moto Guzzi    |         |
| Enrico Lorenzetti | Moto Guzzi    |         |
| Barry Stormont    | BSA           |         |

### Top tien tussenstand 350cc-klasse
| Pos | Coureur         | Merk      | Ptn |
| --- | --------------- | --------- | --- |
| 1   | Rod Coleman     | AJS       | 8   |
| 1   | Pierre Monneret | AJS       | 8   |
| 3   | Derek Farrant   | AJS       | 6   |
| 3   | Auguste Goffin  | Norton    | 6   |
| 5   | Bob Keeler      | Norton    | 4   |
| 5   | Bob Matthews    | Velocette | 4   |
| 7   | Jacques Collot  | Norton    | 3   |
| 7   | Leo Simpson     | AJS       | 3   |
| 9   | Peter Davey     | Norton    | 2   |
| 9   | Barry Stormont  | BSA       | 2   |

### Lightweight TT (250 cc)

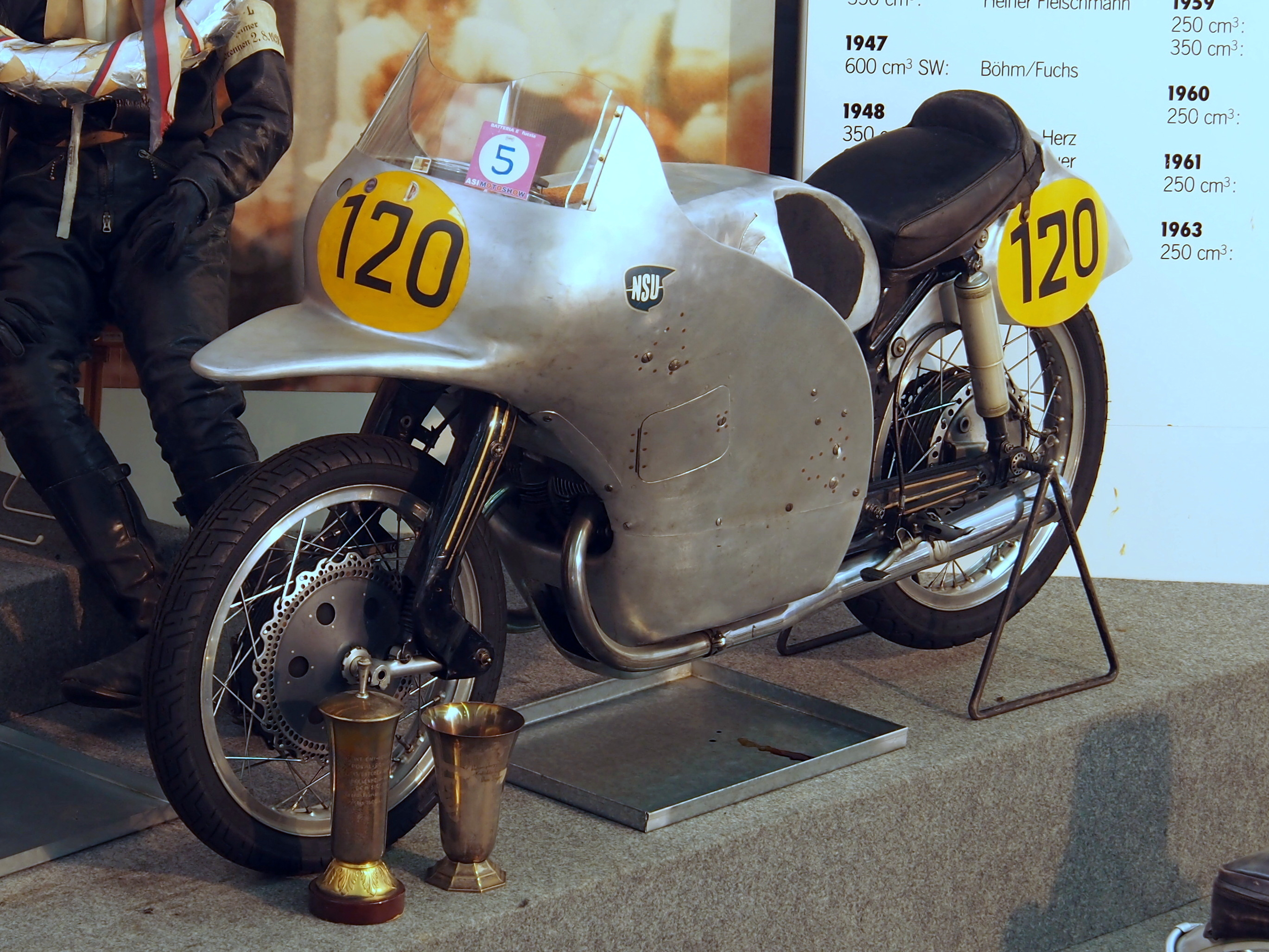
NSU Rennmax uit 1954.

Werner Haas had tijdens de TT van 1953 al indruk gemaakt met zijn NSU Rennmax door tweede te worden, maar de vernieuwde machine met 39 pk was helemaal niet meer te verslaan. Haas won voor zijn stalgenoten Rupert Hollaus, Reg Armstrong en "Happi" Müller. De snelste Moto Guzzi Bialbero 250-rijder Fergus Anderson finishte bijna vier minuten na Haas, die een recordronde van 91,22 mijl per uur (146,80 kilometer per uur) reed.
| Pos | Coureur             | Merk          | Tijd      | Snelheid |
| --- | ------------------- | ------------- | --------- | -------- |
| 1   | Werner Haas         | NSU           | 1:14"44'4 | 8        |
| 2   | Rupert Hollaus      | NSU           | 1:15;28'6 | 6        |
| 3   | Reg Armstrong       | NSU           | 1:15"31'8 | 4        |
| 4   | Hermann Paul Müller | NSU           | 1:16"25'6 | 3        |
| 5   | Fergus Anderson     | Moto Guzzi    | 1:18"32'2 | 2        |
| 6   | Hans Baltisberger   | NSU           | 1:18"33'6 | 1        |
| 7   | Arthur Wheeler      | Moto Guzzi    | 1:21"24'0 |          |
| 8   | Eric Houseley       | Velocette     | 1:28"00'4 |          |
| 9   | Ray Petty           | Norton        | 1:28"57'0 |          |
| 10  | John Horne          | Rudge         | 1:29"48'0 |          |
| 11  | R. McCutcheon       | Velocette     | 1:29"54'0 |          |
| 12  | Bill Maddrick       | Moto Guzzi    | 1:29"55'0 |          |
| 13  | D.H. Edlin          | Melem Special | 1:33"02'0 |          |
| 14  | Bill Webster        | Velocette     | 1:33"04'0 |          |
| 15  | Brian Purslow       | Norton        | 1:33"29'0 |          |
| 16  | J. Sparrow          | Excelsior     | 1:41"38'0 |          |
| 17  | E. Barrett          | Phoenix-JAP   | 1:45"46'0 |          |

| Coureur      | Merk       | Oorzaak |
| ------------ | ---------- | ------- |
| Ken Kavanagh | Moto Guzzi |         |

| Coureur           | Merk       | Oorzaak |
| ----------------- | ---------- | ------- |
| Luigi Taveri      | Moto Guzzi |         |
| Georg Braun       | NSU        |         |
| Helmut Hallmeier  | Adler      |         |
| Kurt Knopf        | NSU        |         |
| Walter Reichert   | NSU        |         |
| Walter Vogel      | Adler      |         |
| Bob Geeson        | REG        |         |
| Tommy Wood        | Moto Guzzi |         |
| Angelo Marelli    | Moto Guzzi |         |
| Lanfranco Baviera | Moto Guzzi |         |
| Roberto Colombo   | Moto Guzzi |         |
| Romolo Ferri      | Moto Guzzi |         |

### Top acht tussenstand 250cc-klasse
(Slechts acht coureurs hadden al punten gescoord)
| Pos | Coureur             | Merk       | Ptn |
| --- | ------------------- | ---------- | --- |
| 1   | Werner Haas         | NSU        | 16  |
| 2   | Rupert Hollaus      | NSU        | 10  |
| 3   | Hermann Paul Müller | NSU        | 9   |
| 4   | Reg Armstrong       | NSU        | 4   |
| 4   | Hans Baltisberger   | NSU        | 4   |
| 6   | Fergus Anderson     | Moto Guzzi | 2   |
| 6   | Tommy Wood          | Moto Guzzi | 2   |
| 8   | Lanfranco Baviera   | Moto Guzzi | 1   |

## Hoofdraces Clypse Course

### Ultra-Lightweight TT (125 cc)

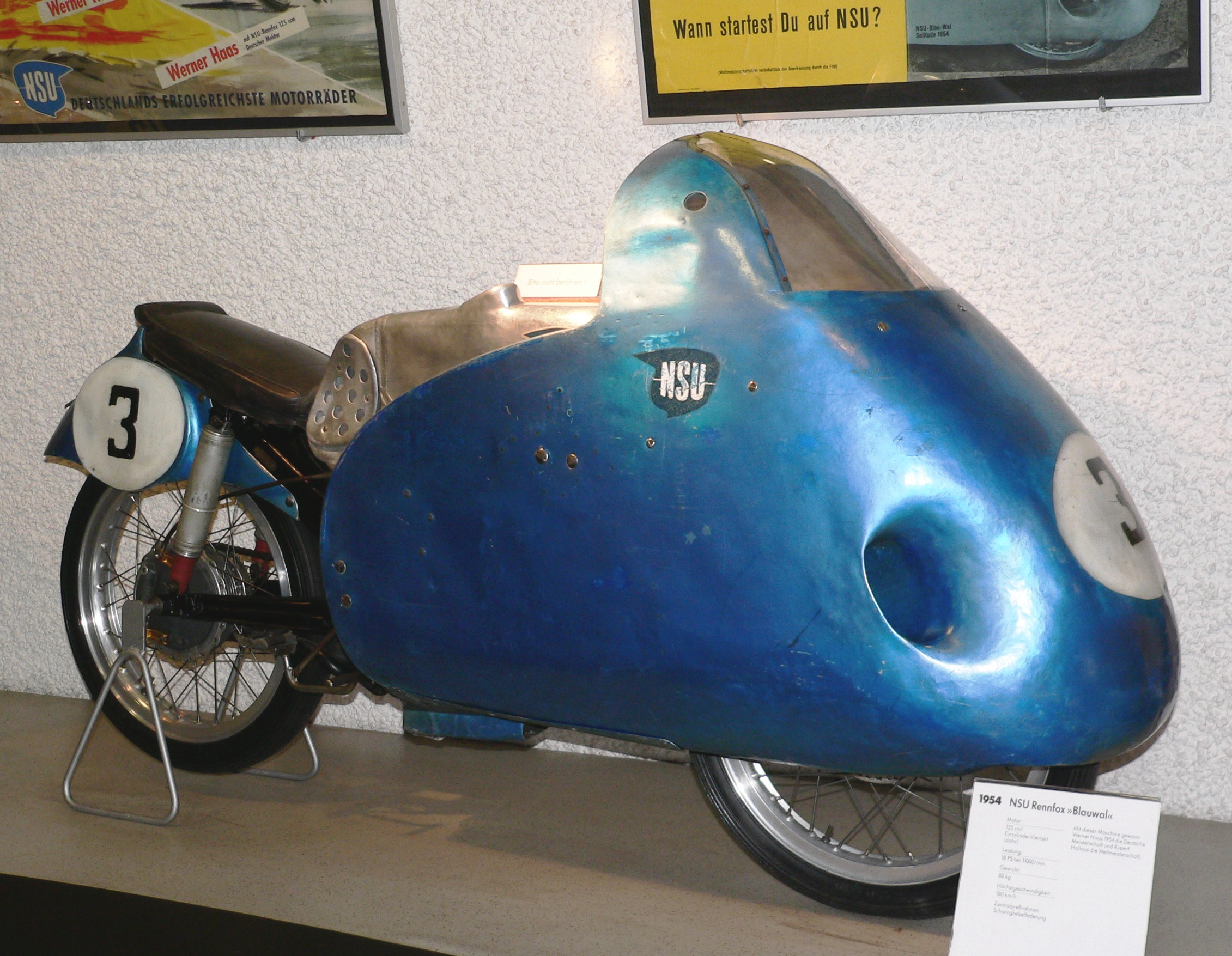
NSU Rennfox "Blauwal" (Blauwe Walvis) uit 1954.

De Ultra-Lightweight TT op de nieuwe Clypse Course werd een groot succes, hoewel er nog steeds maar achttien deelnemers waren. Werner Haas viel weliswaar uit met zijn NSU Rennfox, maar Rupert Hollaus won de race na een hevig gevecht met slechts vier seconden voorsprong op Carlo Ubbiali met de MV Agusta 125 Bialbero. Ook Cecil Sandford reed zijn MV Agusta naar het podium. Naast alle NSU's en MV Agusta's was de Montesa-tweetakt van John Grace een vreemde eend in de bijt, maar Grace werd er toch zevende mee.
| Pos | Coureur           | Merk      | Tijd      | Snelheid |
| --- | ----------------- | --------- | --------- | -------- |
| 1   | Rupert Hollaus    | NSU       | 1:33"03"4 | 8        |
| 2   | Carlo Ubbiali     | MV Agusta | 1:33"07'4 | 6        |
| 3   | Cecil Sandford    | MV Agusta | 1:37"35'8 | 4        |
| 4   | Hans Baltisberger | NSU       | 1:38"25'0 | 3        |
| 5   | Ivor Lloyd        | MV Agusta | 1:43"16'6 | 2        |
| 6   | Brian Purslow     | MV Agusta | 1:46"24'6 | 1        |
| 7   | John Grace        | Montesa   | 1:49"29'0 |          |
| 8   | Bill Webster      | MV Agusta | 1:54"22'2 |          |

| Coureur     | Merk      | Oorzaak |
| ----------- | --------- | ------- |
| Werner Haas | NSU       |         |
| Bill Lomas  | MV Agusta |         |

| Coureur               | Merk      | Oorzaak |
| --------------------- | --------- | ------- |
| Hermann Paul Müller   | NSU       |         |
| Karl Lottes           | MV Agusta |         |
| Willi Scheidhauer     | MV Agusta |         |
| Arturo Paragues       | Lube      |         |
| Gabriel Corsín        | MV Agusta |         |
| José Antonio Elizalde | Montesa   |         |
| Juan Bertran          | Montesa   |         |
| Angelo Copeta         | MV Agusta |         |
| Franco Bertoni        | MV Agusta |         |
| Guido Sala            | MV Agusta |         |
| Massimo Genevini      | MV Agusta |         |
| Roberto Colombo       | MV Agusta |         |
| Tarquinio Provini     | Mondial   |         |

### Top zes tussenstand 125cc-klasse
Conform wedstrijduitslag

### Sidecar TT
Bij Norton had een personeelswisseling plaatsgevonden waar het de bakkenisten betrof: Les Nutt was overgestapt van Cyril Smith naar Eric Oliver en Stanley Dibben was van Oliver naar Smith gegaan. Oliver/Nutt wonnen de allereerste Sidecar TT met bijna twee minuten voorsprong op de BMW RS 54-combinatie van Fritz Hillebrand en Manfred Grunwald. Derde werd een andere BMW-combinatie: Willy Noll/Fritz Cron. Smith en Dibben vielen uit.
| Pos | Coureur          | Bakkenist          | Merk             | Tijd      | Snelheid |
| --- | ---------------- | ------------------ | ---------------- | --------- | -------- |
| 1   | Eric Oliver      | Les Nutt           | Norton-Watsonian | 1:34"00'2 | 8        |
| 2   | Fritz Hillebrand | Manfred Grunwald   | BMW              | 1:35"56'2 | 6        |
| 3   | Wilhelm Noll     | Fritz Cron         | BMW              | 1:39"16'4 | 4        |
| 4   | Walter Schneider | Hans Strauß        | BMW              | 1:40"27'4 | 3        |
| 5   | Jacques Drion    | Inge Stoll-Laforge | Norton           | 1:41"18'0 | 2        |
| 6   | Bill Boddice     | John Pirie         | Norton           | 1:43"22'8 | 1        |
| 7   | Jackie Beeton    | Charles Billingham | Norton           | 1:43"23'4 |          |
| 8   | Ernie Walker     | Dun Roberts        | Norton           | 1:44"17'2 |          |
| 9   | Frank Taylor     | Ron Taylor         | Norton           | 1:44"35'2 |          |
| 10  | Len Taylor       | Peter Glover       | Norton           | 1:46"02'0 |          |
| 11  | J. Wijns         | Onbekend           | Norton           | 1:47"13'2 |          |
| 12  | E.J. Davis       | Onbekend           | Matchless        | 1:49"02'3 |          |
| 13  | Bill Beevers     | W. Mundy           | Norton           | 1:51"27'2 |          |
| 14  | Derek Yorke      | G. Tyler           | Norton           | 1:56"50'0 |          |
| 15  | Ernie Young      | Eric Milton        | Triumph          | 1:58"13'2 |          |

| Coureur     | Bakkenist      | Merk             | Oorzaak |
| ----------- | -------------- | ---------------- | ------- |
| Cyril Smith | Stanley Dibben | Norton-Watsonian |         |
| Pip Harris  | Ray Campbell   | Norton           |         |

| Coureur        | Bakkenist     | Merk   | Oorzaak |
| -------------- | ------------- | ------ | ------- |
| Ernst Kussin   | Franz Steidel | Norton |         |
| Julien Deronne | Jules Nies    | Norton |         |
| Hans Haldemann | Luigi Taveri  | Norton |         |
| Loni Neußner   | Werner Öxner  | Norton |         |
| Otto Schmid    | Otto Kölle    | Norton |         |
| Willi Faust    | Karl Remmert  | BMW    |         |
| René Bétemps   | André Drivet  | Norton |         |

### Top zes tussenstand zijspanklasse
Conform wedstrijduitslag

## Overige races Mountain Course
De Clubmans Senior TT werd gewonnen door Alistair King, die in de TT van 1953 al was gedebuteerd met een mooie vijfde plaats. De Clubmans Senior leverde ook twee interessante debutanten op: Percy Tait werd zesde voor Dave Chadwick.
| Pos | Coureur         | Merk    | Tijd      |
| --- | --------------- | ------- | --------- |
| 1   | Alistair King   | BSA     | 1:45"36'0 |
| 2   | J. Denton       | BSA     | 1:45"41'6 |
| 3   | Ewen Haldane    | BSA     | 1:46"12'2 |
| 4   | Tony Ovens      | Triumph | 1:46"42'2 |
| 5   | M. Baigent      | BSA     | 1:46"51'8 |
| 6   | Percy Tait      | BSA     | 1:47"05'0 |
| 7   | Dave Chadwick   | Norton  | 1:47"05'0 |
| 8   | Eric Cheers     | Triumph | 1:48"51'4 |
| 9   | L. King         | Triumph | 1:50"17'2 |
| 10  | Eddie Dow       | BSA     | 1:50"33'0 |
| 11  | H. McKenzie     | Triumph | 1:51"45'0 |
| 12  | G. Shekell      | Norton  | 1:51"46'8 |
| 13  | D. Andrews      | Norton  | 1:52"51'0 |
| 14  | F. Coleman      | BSA     | 1:53"05'0 |
| 15  | H. Wilshere     | Triumph | 1:53"23'4 |
| 16  | John Hurlestone | Triumph | 1:55"45'0 |
| 17  | Percy Flaskett  | BSA     | 1:57"33'4 |
| 18  | J. Hambling     | BSA     | 1:58"04'0 |
| 19  | T. Watson       | Norton  | 1:58"13'0 |
| 20  | A. Crab         | Norton  | 1:58"28'0 |

| Pos | Coureur        | Merk   | Tijd      |
| --- | -------------- | ------ | --------- |
| 1   | Philip Palmer  | BSA    | 1:50"39'4 |
| 2   | D.A. Wright    | BSA    | 1:50"51'8 |
| 3   | J.W. Davie     | BSA    | 1:50"54'4 |
| 4   | A. Bowie       | BSA    | 1:51"01'6 |
| 5   | Geoff Tanner   | Norton | 1:51"04'0 |
| 6   | G. Arnold      | BSA    | 1:51"30'8 |
| 7   | Jimmy Buchan   | BSA    | 1:52"08'6 |
| 8   | W. Gibson      | BSA    | 1:53"08'0 |
| 9   | J. Muir        | Norton | 1:53"38'0 |
| 10  | Bill Robertson | BSA    | 1:55"33'0 |
| 11  | G. Brooks      | BSA    | 1:55"33'6 |
| 12  | J. Coates      | BSA    | 1:55"51'0 |
| 13  | H. Nash        | BSA    | 1:56"21'0 |
| 14  | K. James       | BSA    | 1:56"57'2 |
| 15  | R. Boughey     | BSA    | 1:57"58'2 |
| 16  | J. Moore       | BSA    | 1:58"06'0 |
| 17  | T. Graham      | BSA    | 1:59"00'0 |
| 17  | D. Howe        | BSA    | 1:59"00'0 |
| 19  | B. Radford     | BSA    | 1:59"13'2 |
| 20  | A. Scholefield | BSA    | 1:59"27'6 |

## Trivia

### Bezoek
In Japan werd alleen nog op onverharde wegen geracet met machines die nauwelijks afweken van standaardmodellen. Soichiro Honda had een coureur (Mikio Omura) en een monteur naar het eeuwfeest in São Paulo gestuurd waar ze raceten tegen Europese topmachines. Dat was een eyeopener: Omura moest het met een 6pk-Honda Dream Model E opnemen tegen Nello Pagani met de 18pk-sterke Mondial 125 Bialbero. Daarom besloot Honda persoonlijk naar de TT van Man te komen het raceverloop én de concurrerende machines te bekijken.
1907 · 1908 · 1909 · 1910 · 1911 · 1912 · 1913 · 1914 · Eerste Wereldoorlog · 1920 · 1921 · 1922 · 1923 · 1924 · 1925 · 1926 · 1927 · 1928 · 1929 · 1930 · 1931 · 1932 · 1933 · 1934 · 1935 · 1936 · 1937 · 1938 · 1939 · Tweede Wereldoorlog · 1947 · 1948 · 1949 · 1950 ·1951 · 1952 · 1953 · 1954 · 1955 · 1956 · 1957 · 1958 · 1959 · 1960 · 1961 · 1962 · 1963 · 1964 · 1965 · 1966 · 1967 · 1968 · 1969 · 1970 · 1971 · 1972 · 1973 · 1974 · 1975 · 1976 · 1977 · 1978 · 1979 · 1980 · 1981 · 1982 · 1983 · 1984 · 1985 · 1986 · 1987 · 1988 · 1989 · 1990 · 1991 · 1992 · 1993 · 1994 · 1995 · 1996 · 1997 · 1998 · 1999 · 2000 · 2002 · 2003 · 2004 · 2005 · 2006 · 2007 · 2008 · 2009 · 2010 · 2011 · 2012 · 2013 · 2014